# When I Look at You
"When I Look at You" é uma canção de balada gravada pela cantora e atriz norte-americana Miley Cyrus, para seu extended play The Time of Our Lives, além de estar contida na trilha sonora do filme The Last Song, no qual Cyrus interpreta a personagem principal. A canção foi lançada em 1 de março de 2010 pela Hollywood Records como segundo single de The Time of Our Lives e como primeiro single da trilha sonora do filme. A canção ganhou um remix, intitulado "Te Miro a Ti", com participação do cantor espanhol David Bisbal. Sendo que Miley canta em inglês e David em espanhol. A canção contém uma instrumentação baseada principalmente no piano. A canção já vendeu 1.126.000 milhões nos EUA.

## When I Look at You (Te Miro a Ti)
A versão de "Te Miro a Ti" foi lançada em março de 2010 com a participação do cantor David Bisbal como segundo single europeu do filme The Last Song e alcançou o primeiro lugar da MTV européia. Em junho de 2010, Miley Cyrus cantou a canção com David Bisbal no Rock in Rio em Madrid.

## Recepção da crítica
Em uma crítica sobre The Times of Our Lives para o About.com, Bill Lamb comentou que considera as baladas do álbum, incluindo "When I Look at You", "descartáveis", completando que "afasta o caráter distinto da voz [de Cyrus] e simplesmente parece comum". Heather Phares, do Allmusic, discordou, dizendo que "quando a diva cantando balada vêm à tona, Cyrus realmente brilha". Lael Lowenstein, da Variety, chamou a canção de "hit quase inevitável". A canção ganhou o Teen Choice Award para "Melhor Música: Canção de Amor".
"When I Look at You" recepção crítica mista e foi incapaz de repetir o sucesso comercial de Miley no single anterior, "Party in the USA". ela chegou ao número 16 na na Billboard Hot 100. Miley performou a canção em vários lugares inclusive na Wonder World Tour sua primeira turne mundial.

## Vídeo clipe

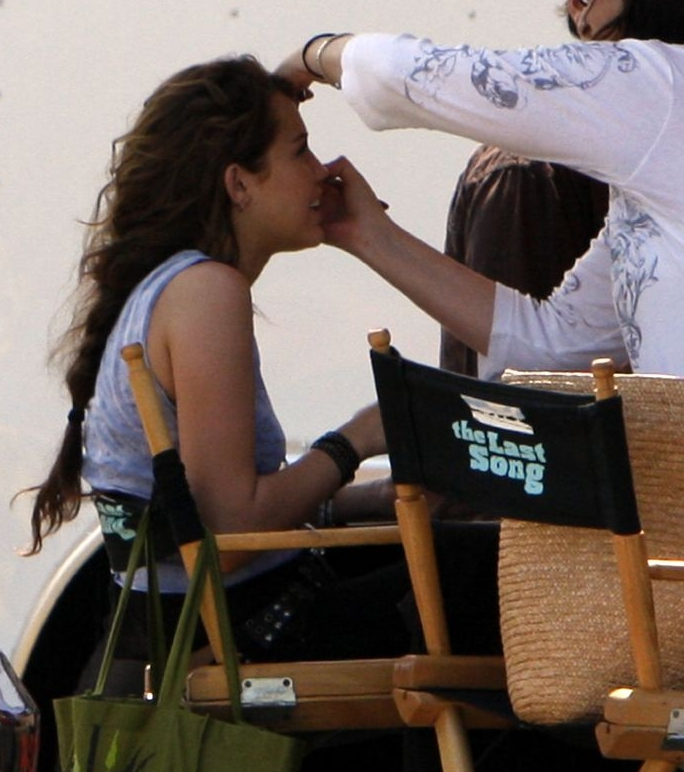
Miley Cyrus sendo maquiada durante as filmagens.

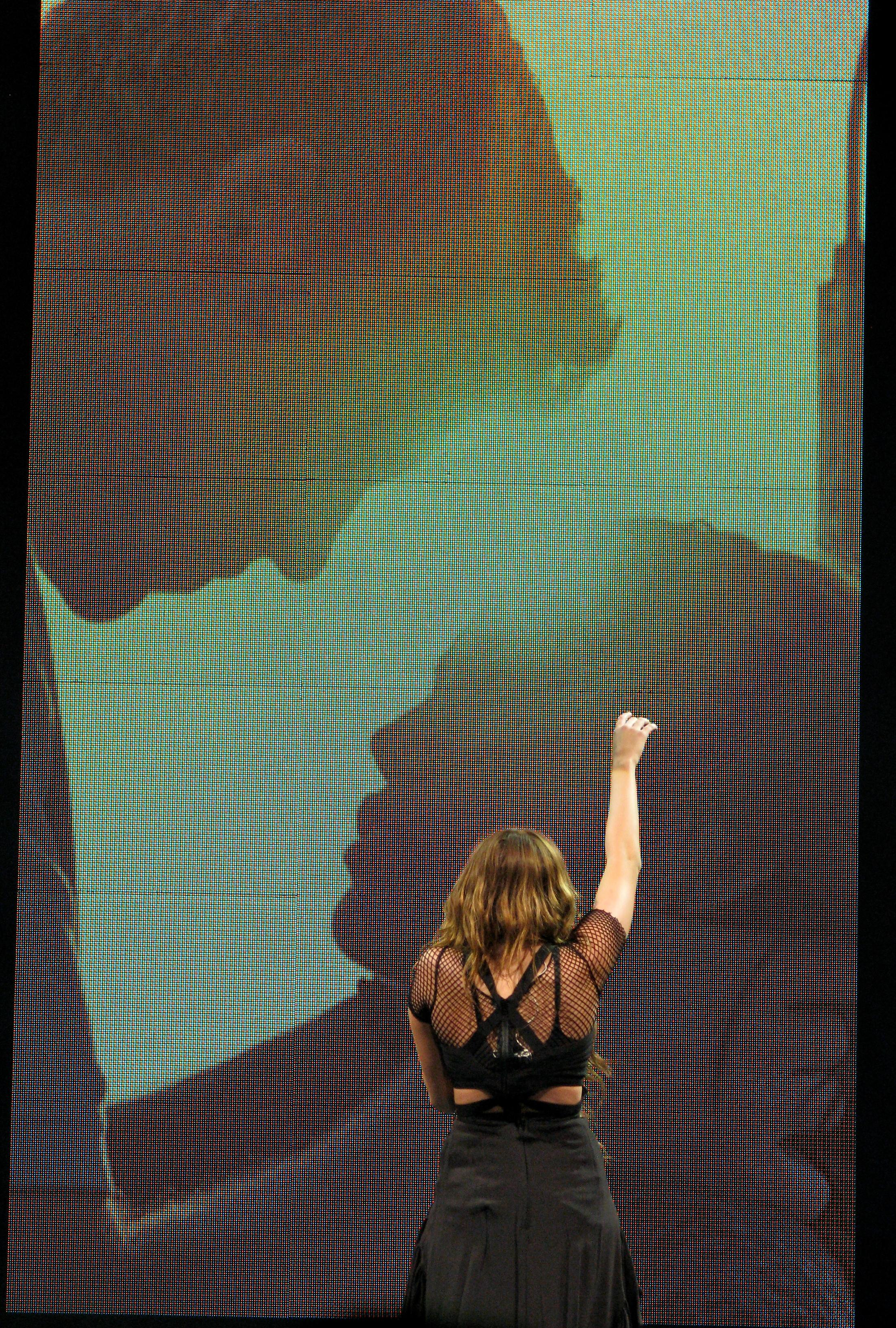
Cyrus canta "When I Look at You" durante sua Wonder World Tour, enquanto a tela mostra uma cena de The Last Song.

O vídeo clipe de "When I Look at You" foi dirigido por Adam Shankman, produtor de The Last Song. Foi filmado em 16 de agosto de 2009, em Savannah, Geórgia. Shankman afirmou que o vídeo seria lançado em outubro de 2009, mas vazou na internet em 11 de setembro de 2009.
O vídeo mostra Cyrus tocando um grande piano ao lado de Liam Hemsworth, seu parceiro romântico no filme. Uma segunda versão foi liberada, contendo trechos do filme. O vídeo clipe oficial foi exibido em 21 de fevereiro de 2010 através da ABC Family, para promover o filme.
O vídeo da versão "Miro a Ti" conta com a participação do cantor David Bisbal e foi gravado em março de 2010, com os dois gravaram em locais diferentes.

## Faixas
CD single (Austrália e Estados Unidos)
1. "When I Look at You"(versão do álbum) – 4:08

- CD single da Europa / Single digital

1. "When I Look at You" (edição para rádio) – 3:43
2. "Party in the U.S.A." (Cahill Club Remix) – 5:45

## Paradas de sucesso
Nos Estados Unidos, na semana encerrada em 23 de janeiro de 2009, "When I Look at You" estreou no número oitenta e oito na Billboard Hot 100. semana que terminou em 17 de abril de 2010, subiu para o seu pico no número dezesseis, a partir de sua posição anterior, no número 25, na Billboard Hot 100. A canção chegou a número dezoito na Billboard 's Adult Contemporary Chart. A primeira música que apareceu no Hot 100 canadense, no número 59 e chegou ao número 24.
A música também fez sucesso moderado na Austrália e Nova Zelândia. A música entrou no Australian Singles Chart no número cinquenta e, após três semanas de ascendente no gráfico, atingiu o seu pico em número de dezenove. Na Nova Zelândia, "When I Look at You" estreou em número 27. A canção estreou no número setenta e nove no UK Singles Chart. Na semana que terminou em 1 de abril de 2010, ele estreou em número de quarenta e cinco sobre o irlandês Singles Chart. Na Europa continental, "When I Look at You" chegou ao número 23 na Bélgica Dica Singles Chart (Valónia) e número quarenta e nove na Suíça Singles Chart.
O single conseguiu vender 1 milhão de cópias digitais em território americano, se tornando a 9º música da artista a ultrapassar essa marca. Mundialmente, a canção alcançou 4 milhões de cópias digitais vendidas.

## Paradas musicais
| Parada (2010)                            | Melhor posição |
| ---------------------------------------- | -------------- |
| Austrália (Australian Singles Chart)     | 19             |
| Bélgica (Ultratop - Valônia)             | 23             |
| Canadá (Canadian Hot 100)                | 24             |
| Estados Unidos (Billboard Hot 100)       | 16             |
| Estados Unidos (Billboard Digital Songs) | 10             |
| Estados Unidos (Adult Contemporary)      | 18             |
| Estados Unidos (Adult Pop Songs)         | 38             |
| Irlanda (Irish Singles Chart)            | 45             |
| Nova Zelândia (RIANZ Top 40)             | 27             |
| Reino Unido - (UK Singles Chart)         | 79             |
| Suíça (Swiss Singles Chart)              | 49             |